# Pyrausta obfuscata
Pyrausta obfuscata là một loài bướm đêm trong họ Crambidae.